# 民办教师
民办教师，在有些地方简称为民师，亦稱赤脚教师，是指在中国公办中小学中，不列入国家教员编制的教学人员特殊群体的一部分。
现在这一名词已成为历史，以前的民办教师群体部分仍从事教育工作，改称为“代课教师”。

## 原因
因为以前中国广大农村的公办教师人员数量、教育经费都远远不足以满足教育需求，所以很多时候会由基层提名一些具备初中以上文化程度的知识青年，而后由各级行政部门考查、批准、备案并发放《民办教师任用证》。民办教师主要集中于农村小学任教，平时一方面从事教学工作，另一方面和其他普通农民一样在田间劳作。国家按月给民办教师发放现金补贴。

## 特殊性
和“农民教师”相比较，民办教师持有县级以上教育行政部门发放的《民办教师任用证》，并需在省级教育行政部门备案。
和“公办教师”相比较，民办教师没有《教师资格证书》，没有相应的编制，也无法享受公办教师的福利，其工资往往只有公办教师的一半甚至更少。

## 现状
1977年中国有491万名民办教师，从1979年10月开始，国务院采用转正、辞退等方法，逐渐减少了民办教师的数量。但是，因为一方面无法将所有的民办教师转为公办教师，一方面广大农村仍然缺少足够的教育资源，所以相当数量的民办教师仍旧从事教育工作，其名称目前改为“代课教师”。

## 相关影视作品
《美丽的大脚》主人公张淑英，《凤凰琴》主人公余校长, 《一个都不能少》主人公魏敏芝都是民办教师。

## 资料来源
1. ↑  具体开始时间尚待查证
2. ↑  .   [2008年5月21日]. （原始内容存档于2008年3月4日）.
3. ↑  具体数量有待查证
4. ↑  . 南方周末. 2005-11-03  [2008年5月22日]. （原始内容存档于2008-01-19）.